# Demi Korevaar
Demi Korevaar (* 9. August 2000 in Breda) ist eine niederländische Volleyballspielerin.

## Karriere
Korevaar spielte von 2016 bis 2018 beim Talent Team Papendal in Arnhem und anschließend eine Saison bei Sliedrecht Sport, wo sie die niederländische Meisterschaft und den Pokal gewann. 2019 wechselte die Mittelblockerin zum deutschen Bundesligisten USC Münster. 2021 ging Korevaar zurück nach Arnhem zum Team 22. Zur Saison 2022/23 wechselte sie zu Schwarz-Weiss Erfurt und ein Jahr später erneut zum USC Münster. 2024 wechselte sie nach Belgien zu Asterix Avo Beveren.
Mit der niederländischen Nationalmannschaft erreichte Korevaar 2018 bei der Weltmeisterschaft in Japan den vierten Platz.